# Inşirah Hanım
Seniye Inşirah Hanımefendi (en turco otomano: إنشيرا سيدتي, "alegría", 10 de julio de 1887 - 10 de junio de 1930) fue la segunda esposa de Şehzade Vahdeddinin, más tarde sultán Mehmed VI del Imperio Otomano.

## Vida
Seniye Inşirah nació el 10 de julio de 1887 en Batumi y era hija de Aziz Bey Voçibe. Era sobrina de Dürrüaden Kadınefendi, la tercera esposa del sultán Mehmed V. A muy temprana edad fue enviado a palacio donde recibió una educación privada. También era una buena pintora.
Fue la Dama de Honor de la decimoctava esposa del sultán Abdülmecit I, Şayeste Hanımefendi. Mientras estaba al servicio de Şayeste Hanımefendi, atrajo la atención del Şehzade Vahdeddinin. El Şehzade Vahdeddinin le pidió a su padre, Aziz Bey, su mano en matrimonio. La primera vez que su padre y su hermano Zeki Bey se negaron darle la mano en matrimonio. Mientras que la segunda vez aceptaron dárselo y el Şehzade Vahdeddinin se casó con Inşirah el 8 de julio de 1905 en el Palacio de Çengelköy.
Se dice que Inşirah era una mujer muy celosa. Un día, el Şehzade se encontró en su dormitorio con una sirvienta. Insirah abandonó inmediatamente a su esposo y se divorció de él el 17 de noviembre de 1909. Después del divorcio, ella todavía vivía en la mansión de Vahdeddinin y después de su expulsión se fue a El Cairo. Se divorciaron antes de que Vahdeddinin ascendiera al trono como Mehmed VI, por lo que Inşirah nunca se convirtió en la esposa del sultán.
Seniye Inşirah se suicidó al caer al río Nilo el 10 de junio de 1930 a la edad de 42 años. Está enterrada en el cementerio de Eyup Sultan en El Cairo.